# Dichocrocis tripunctapex
Dichocrocis tripunctapex là một loài bướm đêm trong họ Crambidae.